# Qianzhousaurus
Qianzhousaurus byl rod poměrně velkého masožravého dinosaura (teropoda) z čeledi Tyrannosauridae a kladu Alioramini, který žil asi před 67 až 66 miliony let (stupeň maastricht) na území dnešní jihovýchodní Číny (provincie Kan-čou). Fosilie objevili náhodně dělníci při stavbě v roce 2010 a svůj nález oznámili úřadům.

## Popis
Byl menším a geologicky starším příbuzným populárního tyranosaura, dosahoval délky asi 8 až 9 metrů. Lebka byla dlouhá asi 90 cm, hmotnost tohoto lehce stavěného dravce však dosahovala jen asi 750 kilogramů. Přesný rozměr dospělců tohoto druhu však není možné z dostupného fosilního materiálu určit.
Fosilní otisk stopy dlouhý 58 cm, objevený na jihu Číny a formálně popsaný v září roku 2019, mohl patřit právě jedinci rodu Qianzhousaurus (nebo některému z blízce příbuzných tyranosauridů).

## Objev a zařazení
Fosilie tohoto svrchnokřídového dinosaura byly objeveny během stavebních prací dělníky v sedimentech geologického souvrství Nan-siung. Jeho velmi zajímavým a nápadným znakem je značně úzký a štíhlý profil lebky, kterým se výrazně podobá například nepříbuznému rodu Spinosaurus. Tento teropod zřejmě rychle běhal a lovil kořist v podobě malých a středně velkých býložravých dinosaurů. Spolu s mongolským rodem Alioramus je nyní řazen do společného kladu Alioramini. Oba rody charakterizuje právě jejich neobvykle úzká a dlouhá lebka.
Ve stejném geologickém souvrství byl objeven také podstatně menší (asi jen 3 až 4 metry dlouhý) tyranosauridní teropod druhu Asiatyrannus xui, formálně popsaný v roce 2024.